# Fort Road Town
Le fort Road Town est un fort en ruine, érigé sur Russel Hill à Road Town, dans les Îles Vierges britanniques. Le fort est tombé en ruines et, dans les années 1960. Une clinique a été construite à l'emplacement de l'ancienne structure. La salle des coffres, qui était autrefois la trésorerie du territoire, subsiste encore de nos jours et est maintenant utilisée comme réserve par la clinique.

## Historique
La fortification principale du fort Road Town a été construite par les Britanniques à la fin du XVIIIe siècle, autour du déclenchement de la guerre d'indépendance américaine dans le cadre de la modernisation générale des fortifications de Road Town. Après la fin des guerres napoléoniennes et l'abolition de l'esclavage, le fort fut finalement abandonné au moment où le territoire sombrait dans le déclin économique et le coût de son entretien ne pouvait plus alors être justifié.
Le fort faisait partie d'un formidable réseau défensif de forts autour de Road Town, érigés à cette époque, avec fort Burt à l'entrée ouest du port, fort George à l'entrée est, le fort Road Town au milieu au-dessus de la jetée principale et le fort Charlotte situé au-dessus de Harrigan's Hill.
Il est possible que le fort ait été construit sur les vestiges d'une structure néerlandaise. En effet, deux forts érigés par les Britanniques à Road Town ont été construits sur ce que l'on pensait être des sites néerlandais, mais il s'avère que ce sont fort Burt et fort George. Cependant, certains historiens sont moins sûrs concernant fort Burt (car cela ne correspond pas aux archives espagnoles relatives à leurs attaques sur Tortola au XVIIe siècle) et il est possible que l'une des anciennes structure néerlandaises se trouve sous le fort Road Town. Le fort Charlotte a été construit sur un ancien poste de guet néerlandais.
Il n'a jamais réellement pris part à un combat. Tortola a été peu attaqué pendant la période coloniale du fait de la combinaison de plusieurs facteurs, à savoir la valeur économique relativement faible du territoire et des défenses redoutables. Cela en faisait donc une cible peu attrayante, d'une part, pour les puissances coloniales concurrentes et, d'autre part, pour les corsaires et les pirates.

## Accès
La clinique étant privée, le grand public n'a pas accès aux vestiges de la structure. Cependant, depuis Main Street, en bas, il est possible de voir quelques restes du mur extérieur.